# British Sociological Association
Pour les articles homonymes, voir BSA.
La British Sociological Association (BSA) (en français, Association britannique de sociologie) a été fondée en 1951. C'est l'association professionnelle des sociologues au Royaume-Uni. 
Elle édite les journaux universitaires Sociology, Work, Employment and Society et Cultural Sociology (avec SAGE Publications) ainsi que le bulletin des adhérents.

## Missions
La mission principale de l'association est de représenter les intérêts intellectuels et sociologiques de ses membres. 
Plus précisément, les objectifs de l'association se rapportent à :
- l'information et les services aux membres ;
- la recherche d'une influence des politiques affectant la sociologie dans les sciences sociales ;
- l'identité de la discipline et de ses praticiens/disciples ;
- le contexte pour la poursuite des activités de la sociologie ;
- les liens avec des sociologues dans le monde entier ;
- les journaux, livres et autres matériaux ;
- les systèmes appropriés de la gestion pour l'association.